# M1938 76mm山砲

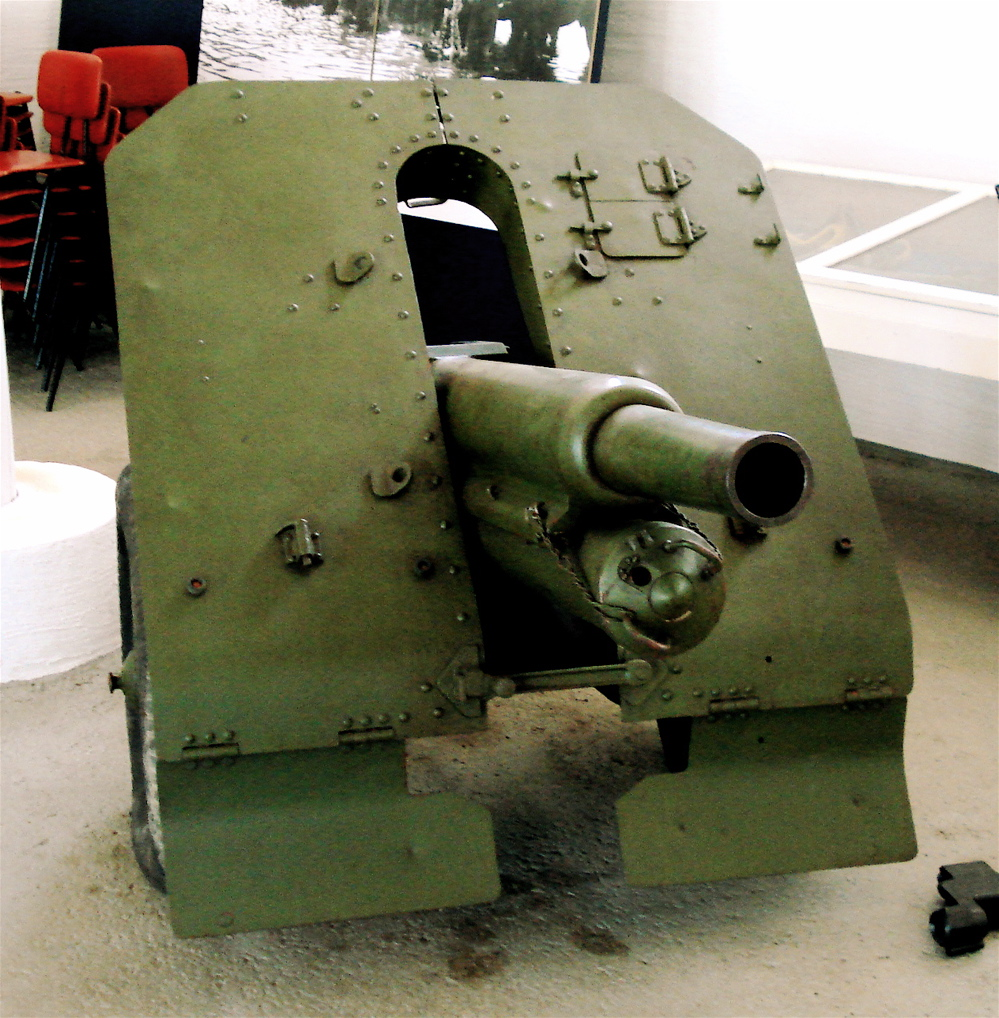
M1938 76mm山砲

M1938 76mm山砲（ロシア語：76-мм горная пушка обр. 1938 г.）とは、1938年にソビエト連邦が制式採用した山砲である。

## 概要

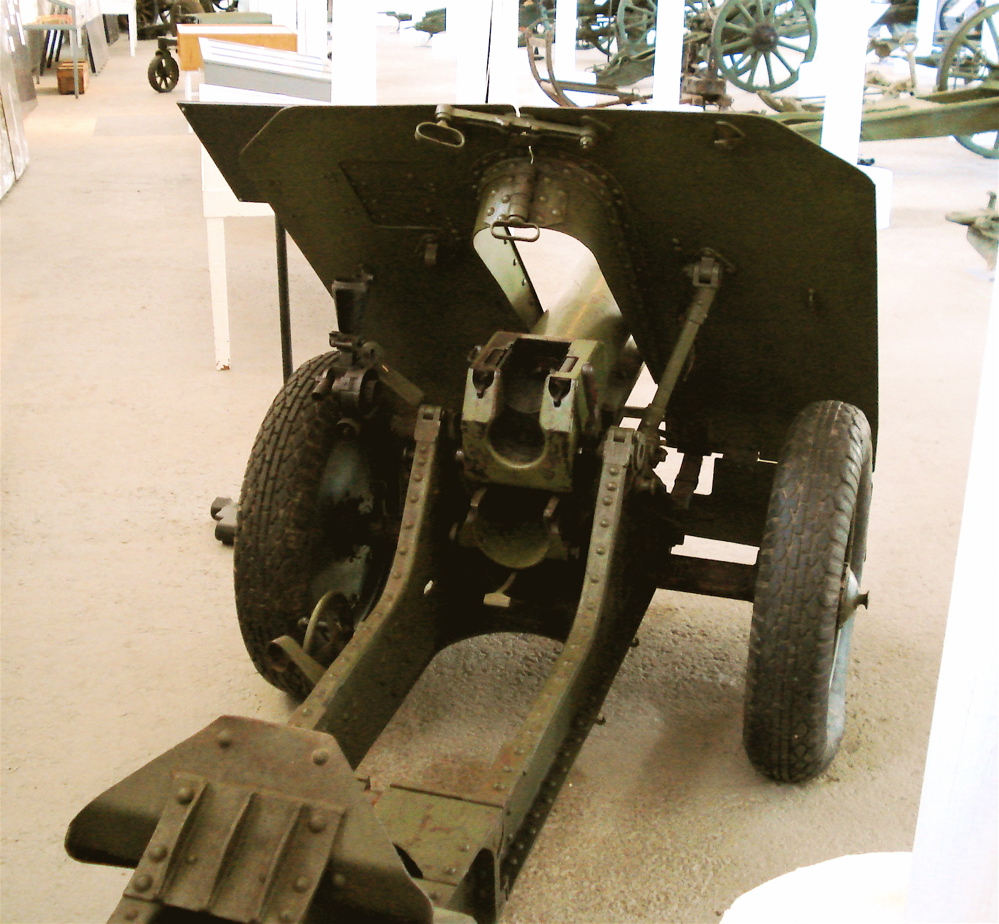
M1938山砲の後部。

チェコスロバキア製のシュコダM1936 75mm山砲（Skoda 75 mm Model 1936）を基に1937年から開発が始められ、1938年に制式採用された。
M1938は高い仰角を取れ、分解と組み立てを短時間で行うことが可能であった上にゴムタイヤを装備していたので牽引速度も高く、戦闘中に要員が運搬することも可能なほどに軽量であった。
大祖国戦争勃発時において赤軍は800門のM1938を保有しており、山岳部隊だけでなく一部は空挺部隊でも運用された。フィンランド国防軍に5門が鹵獲され、76 VK 38の制式兵器番号を与えられた。

## スペック
- 口径：76.2mm
- 全長：m（牽引時）
- 全幅：m
- 重量：785kg（射撃時）/1,450kg（牽引時）
- 砲身長：1,745mm（23口径）
- 仰俯角：-8°~70+°
- 左右旋回角：10°
- 運用要員：6名
- 発射速度：12~15発/分（最大）
- 射程：10,520m
- 生産期間：1939年~19??年
- 生産総数：門